# Nakuru
Nakuru est le chef-lieu du comté de Nakuru et était aussi celui de l'ancienne province de la Vallée du Rift au Kenya. Elle compte environ 307 990 habitants et est actuellement le quatrième plus grand centre urbain du pays, à 1 850 mètres d'altitude.

## Transports

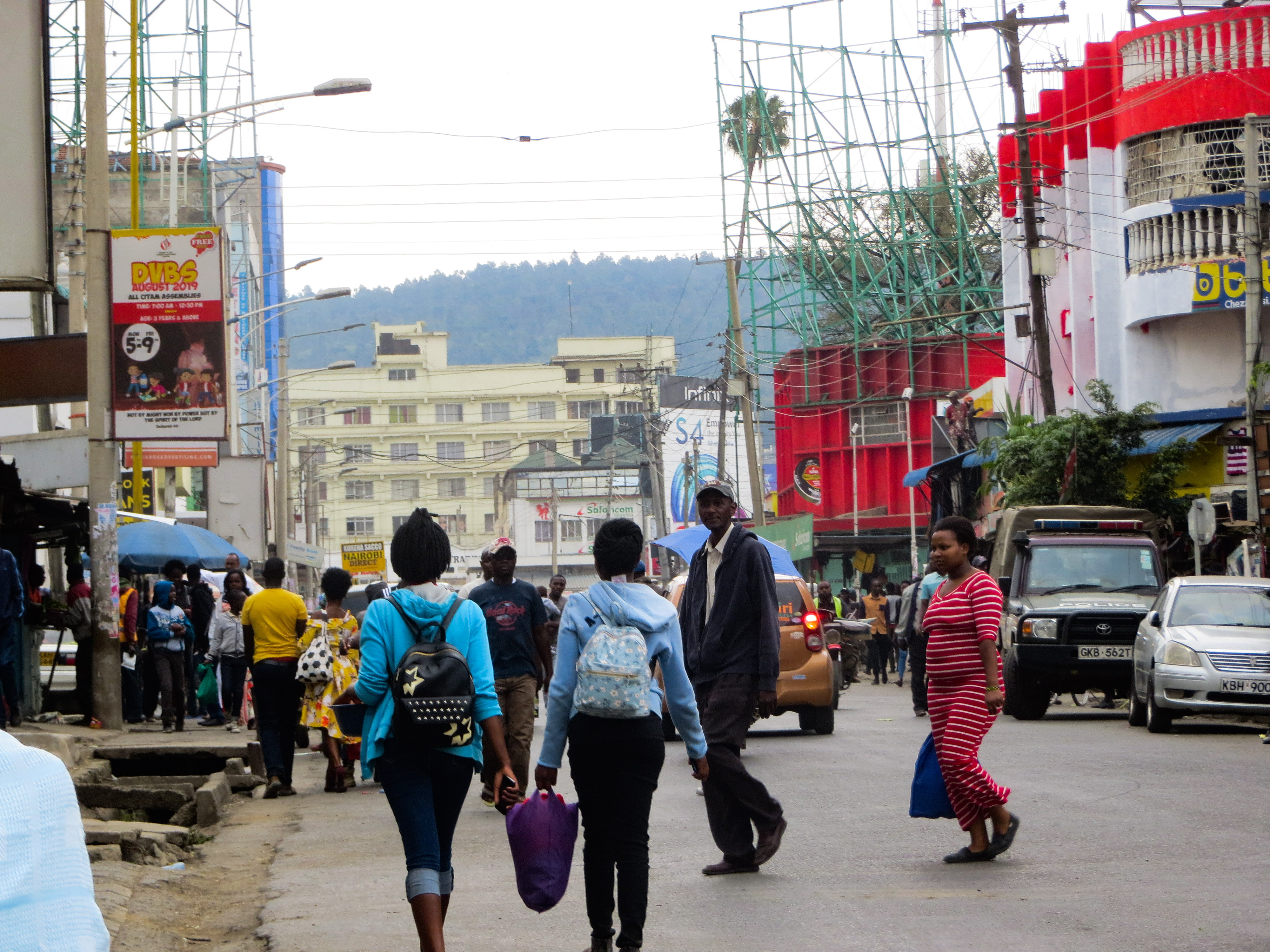
Rue animée.
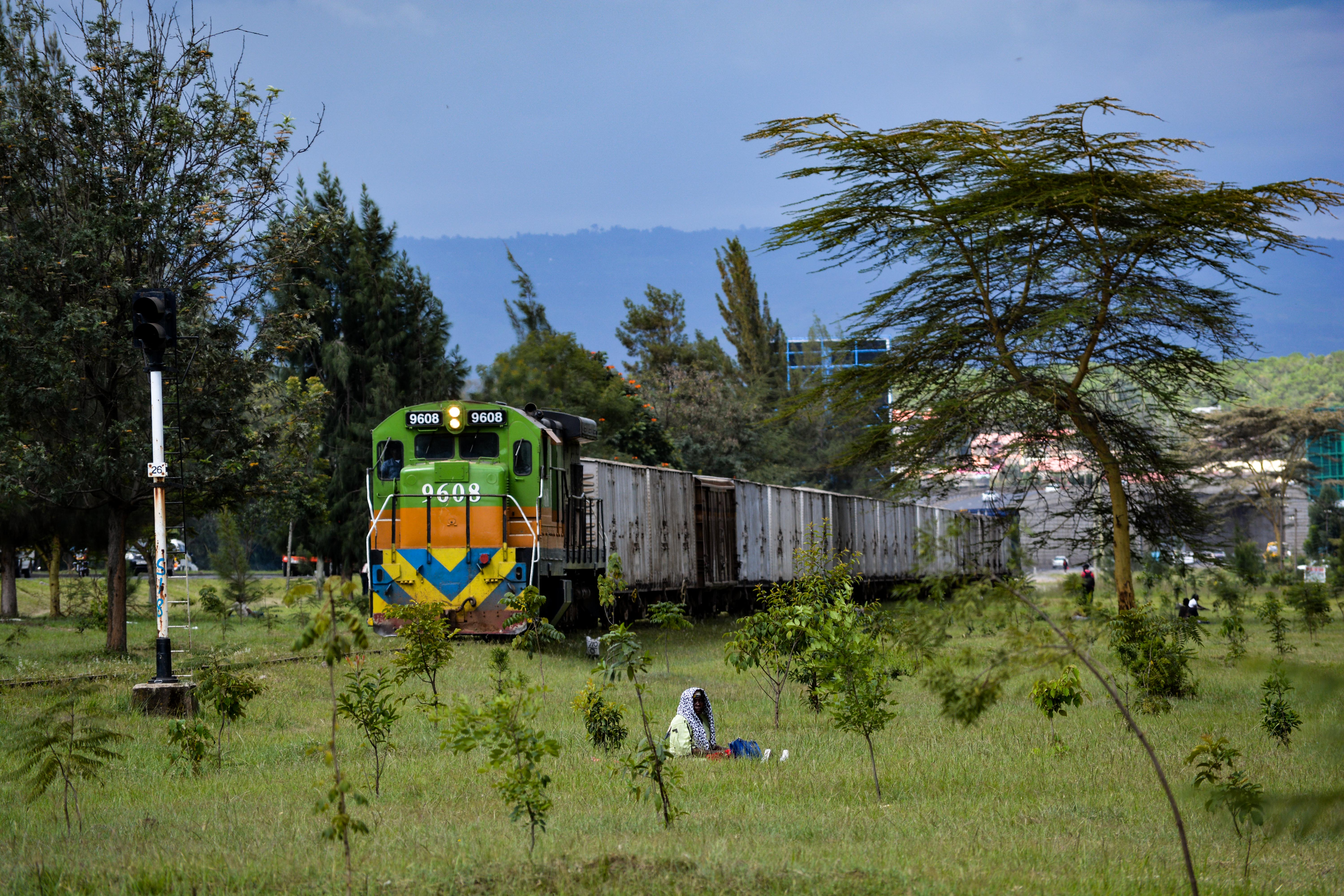
Passage d'un train.
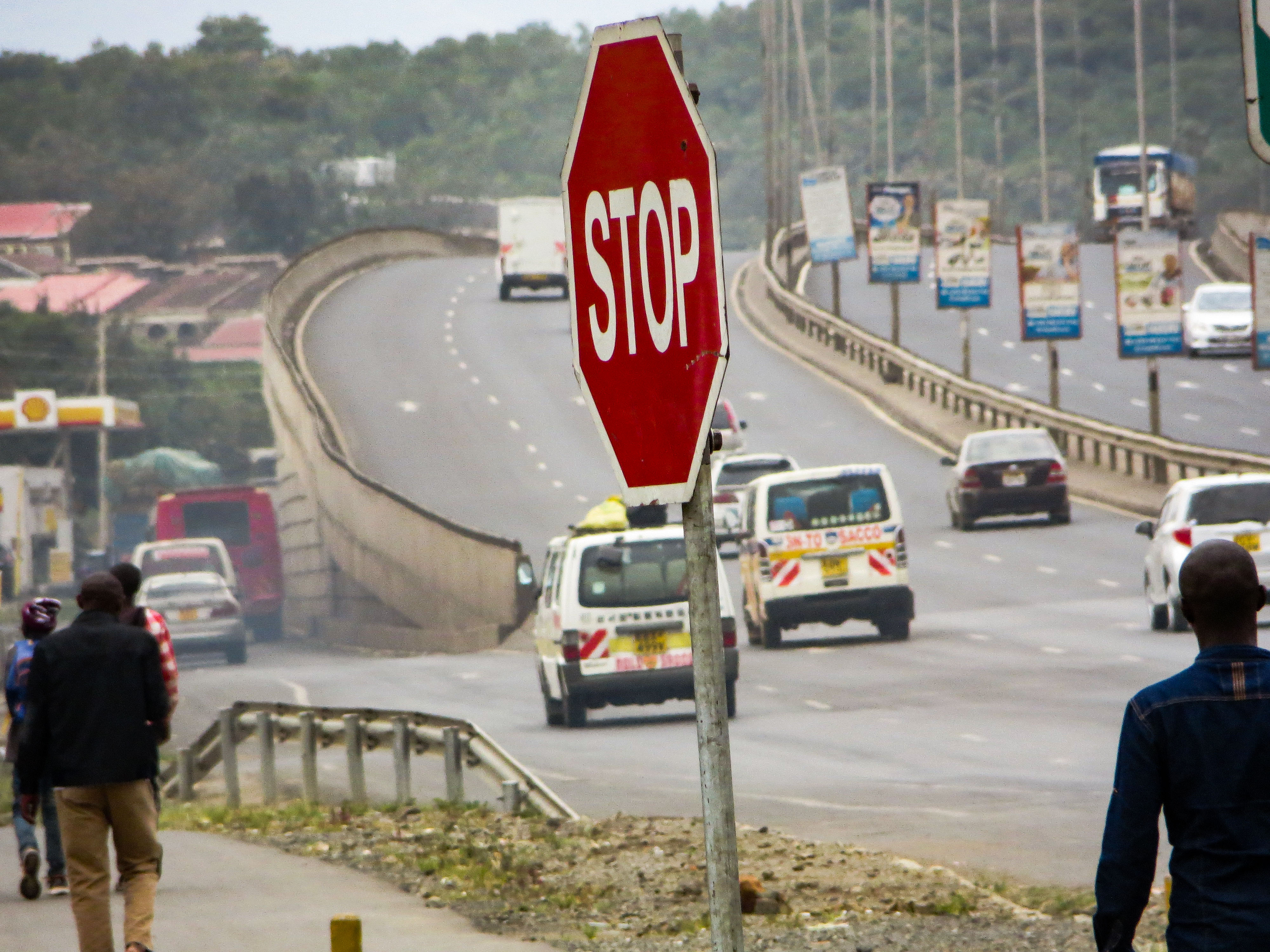
Autoroute.
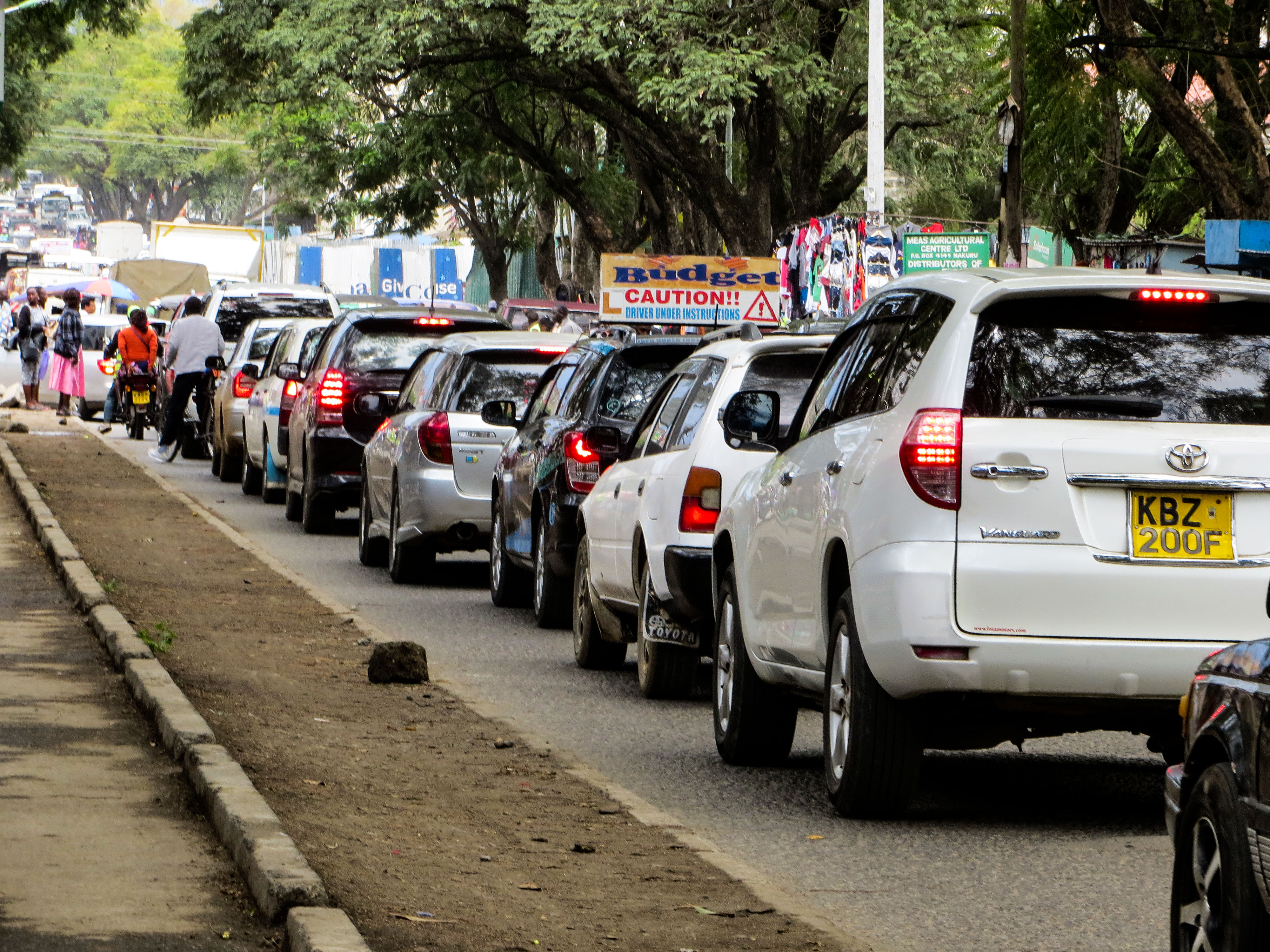
Embouteillage.
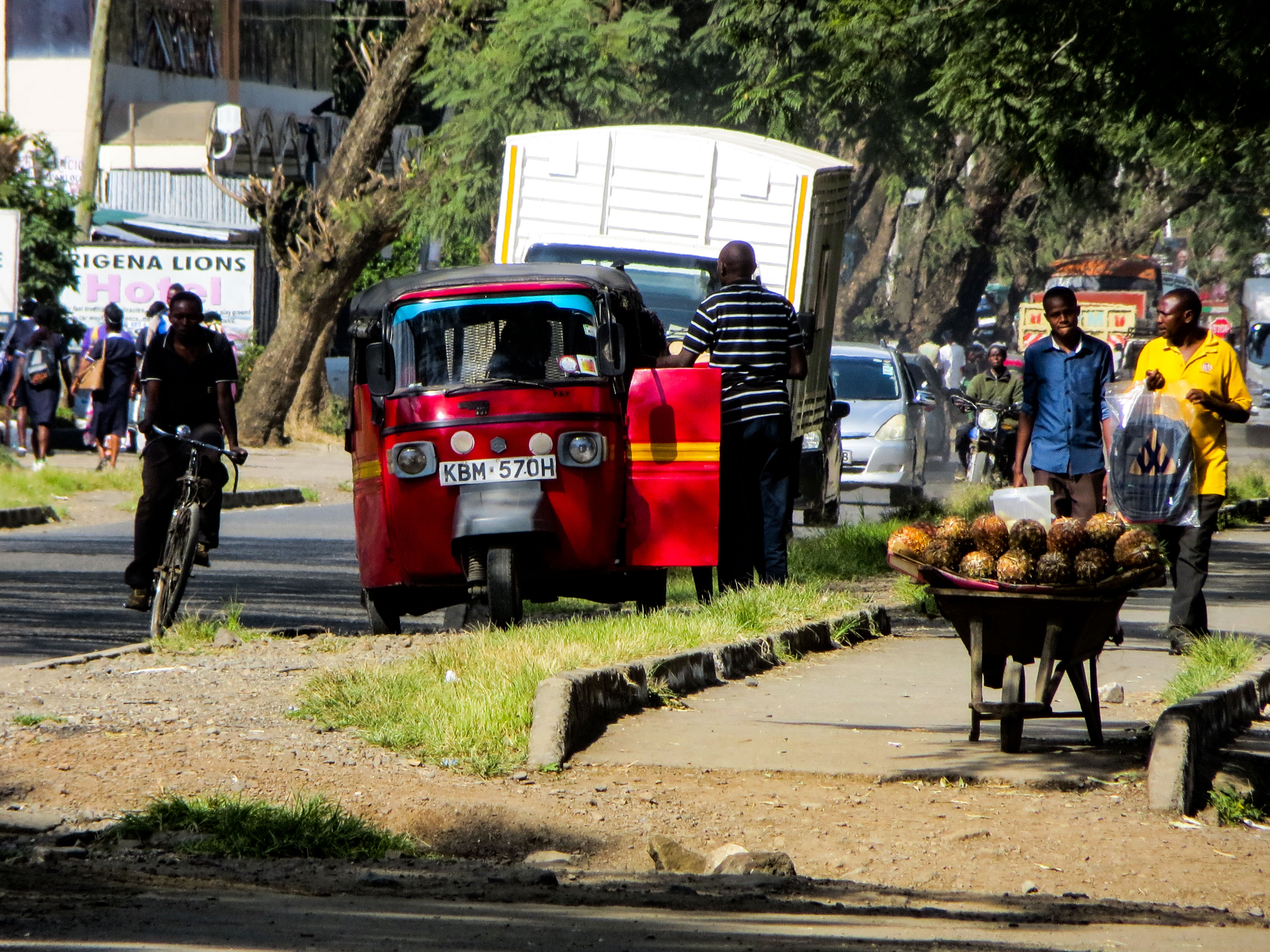
Tuk-tuk et brouette.
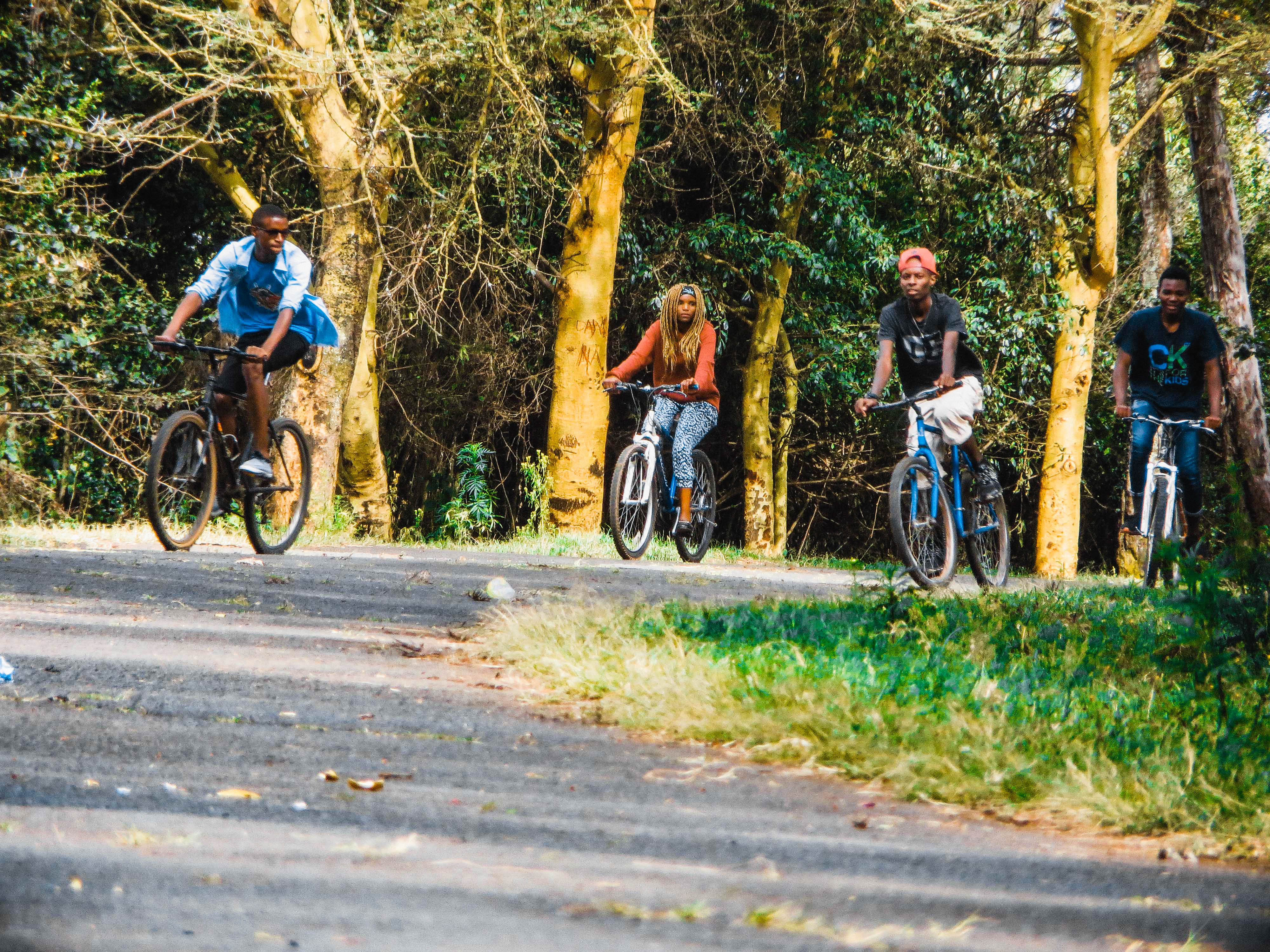
Cyclisme dans les bois.

## Religion
Nakuru, avec la cathédrale du Christ-Roi, est le siège d'un diocèse catholique érigé par Paul VI, le 11 janvier 1968.